# Von Riedesel d'Eisenbach

Von Riedesel d'Eisenbach is een van oorsprong Duits geslacht uit Hessen waarvan leden sinds 1814 tot de Nederlandse adel behoren en welke Nederlandse tak in 1910 uitstierf.

## Geschiedenis

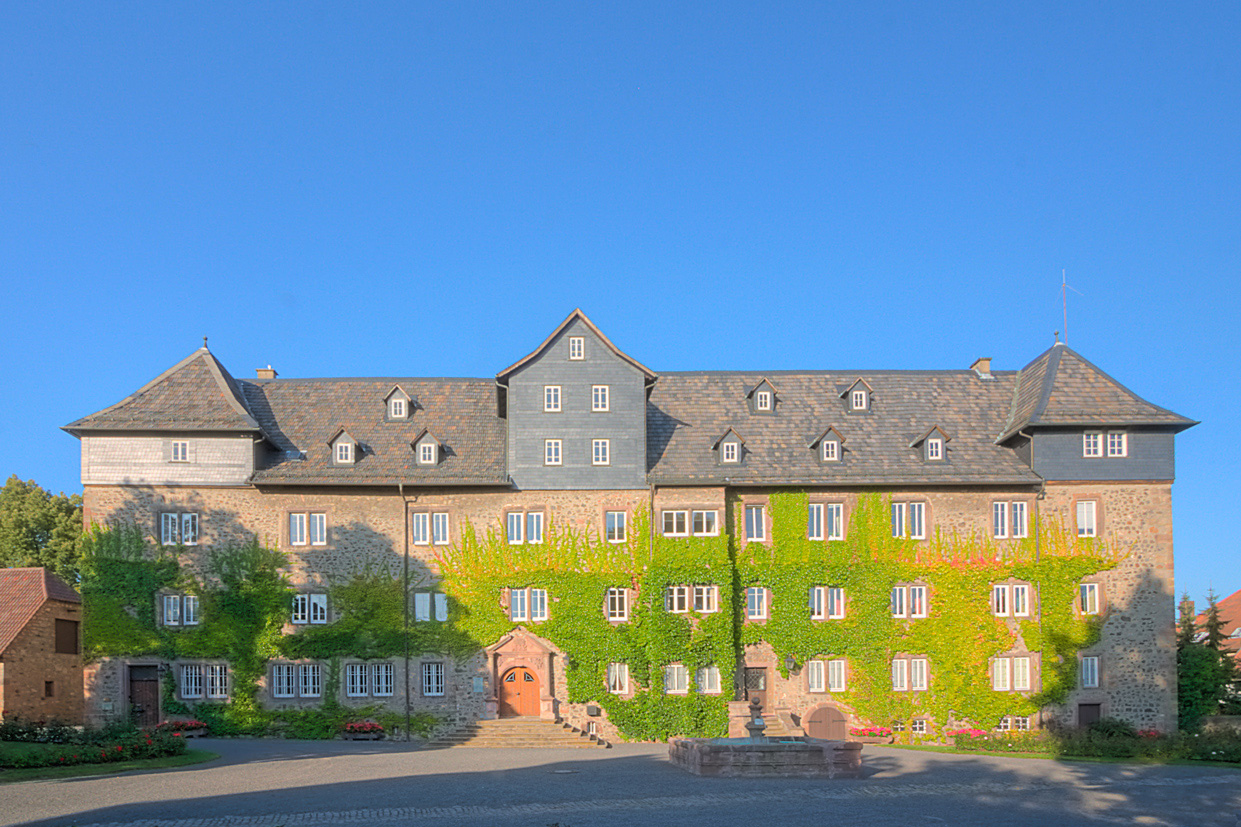
Slot Lauterbach

De stamreeks begint met Johannes Riedesel, ridder, die in de jaren 1294-1295 voogd van de landgraaf van Hessen in Kassel was. Bij besluit van keizer Leopold I van 20 oktober 1680 werden vier broers verheven tot des H.R.Rijksvrijheer. Bij Souverein Besluit van 28 augustus 1814 werd een nazaat van een van hen benoemd in de ridderschap van Brabant, in 1816 van Limburg en ging zo behoren tot de Nederlandse adel, in 1816 met homologatie van de titel van baron, gevolgd in 1819 door homologatie van die titel voor alle leden van het geslacht. De Nederlandse tak van het geslacht Riedesel behoorde tot de tak Eisenbach, genaamd naar een slot in de buurt van Lauterbach (Hessen) dat in het bezit was van de familie. Met een dochter van de laatstbenoemde stierf de Nederlandse tak in 1910 uit. In Duitsland bestaan nog verschillende takken die de titel Freiherr voeren.

## Enkele telgen
Johann Conrad des H.R.Rijksvrijheer von Riedesel zu Eisenbach (1742-1812), luitenant-generaal, erfmaarschalk van Hessen; trouwde in 1773 Friederike Eleonore Louise Charlotte des H.R.Rijksgravin von Heiden-Rompesch (1754-1804), dochter van Sigismund Vincenz Ludwig Gustav des H.R.Rijksgraaf von Heiden-Rompesch, heer van Ootmarsum, Ohé en Laak, Walburg en Stevensweert
- Carl Philipp Ferdinand Hermann baron von Riedesel d'Eisenbach, heer van Stevensweert, Ohé en Laak (1775-1853), ritmeester, lid van de ridderschap en van provinciale staten van Limburg, staatsraad i.b.d., kamerheer honorair van koning Willem I
  - Amailie Dorothea Jeanne Hermine Frederica barones von Riedesel d'Eisenbach (1840-1910), laatste telg van de Nederlandse adellijke tak; trouwde in 1859 met Adolph Marie Carl Franz graaf von Hompesch-Rürich (1834-1893), kamerheer i.b.d. van koning Willem III en lid van de familie von Hompesch-Rürich

D'Ablaing van Giessenburg ·
Van Aerssen Beijeren ·
Alberda † ·
Van Alderwerelt † ·
Anthès, Van Heeckeren d' ·
Van Asbeck ·
D'Aulnis de Bourouill ·
Van Aylva ·
Van Balveren ·
Barbaix de Bonnines † ·
Baud ·
De Beijer † ·
Bentinck ·
De Bieberstein Rogalla Zawadsky ·
De Billehé de Valensart † ·
Van Boecop † ·
Van Boetzelaer ·
Van den Bogaerde ·
Du Bois † ·
Von dem Bongart ·
Van der Borch ·
Van Borssele ·
De Bounam de Ryckholt † ·
Van Brakell ·
Brantsen ·
Van Brienen (I) † ·
Van Breugel † ·
Van Broeckhuysen † ·
Du Bus · 
Calkoen ·
Van der Capellen ·
De Casembroot † ·
Chassé † ·
Clifford † ·
Van Coeverden ·
Collot d'Escury ·
De Constant Rebecque ·
Coppin † ·
De Crassier ·
Creutz ·
Daelman ·
Dedel † ·
Van Dedem ·
Van Delen † ·
Von Derfelden ·
Dibbets ·
Diert ·
Van Doorn (I) † ·
Van Dopff † ·
Van Dorth tot Medler ·
Van der Duyn † ·
Van Eck ·
Van Erp ·
Fagel † ·
Van der Feltz ·
Forstner van Dambenoy † ·
Van Fridagh ·
Gansneb genaamd Tengnagel † ·
Van Geen · 
De Geer † ·
Gericke ·
Von Geusau † ·
Gevers · 
De Girard de Mielet van Coehoorn † ·
Van der Goes † ·
Van Goltstein † ·
De Graillet † ·
Groeninx van Zoelen ·
De Gijselaar † ·
Hacfort † ·
Van Haeften (I) † ·
Van Haersolte ·
Van Hall † ·
Van Hangest d'Yvoy ·
Van Hardenbroek ·
Van Haren † ·
Van Harinxma thoe Slooten ·
Van Heeckeren ·
Van Heemstra ·
Van Heerdt ·
Van Heilmann van Stoutenburg † ·
Van der Heim † ·
Van Hemert tot Dingshof ·
Van Herzeele † ·
De Heusch ·
Van der Heyden · 
Van Hövell ·
Van Hogendorp ·
Hogguer † ·
Van Hugenpoth † ·
Huyssen van Kattendijke ·
Van Imhoff ·
Von Innhausen und Kniphausen † ·
D'Isendoorn à Blois † ·
Van Isselmuden ·
Van Ittersum ·
Van Keppel † ·
De Keverberg † ·
Klerck † ·
Van Knobelsdorff ·
De Kock ·
Krayenhoff ·
Van Laer † ·
De Lamberts de Cortenbach † ·
Lampsins † ·
Van Lamsweerde ·
Van Lawick ·
Lewe ·
De Liedel † ·
De Loë ·
Van Lynden ·
De Macar ·
Mackay ·
Von Maltzahn † ·
Van Massow † ·
De Meer d'Osen † ·
Melvill van Carnbee ·
De Mey † ·
Michiels ·
Mollerus ·
Mulert ·
Van Nagell ·
Nahuys · 
De Negri † ·
Nepveu † ·
Van Neukirchen genaamd Nyvenheim † ·
De Norman d'Audenhove † ·
Van Oldeneel tot Oldenzeel ·
D'Olne † ·
Van Omphal † ·
Van Pabst † ·
Van Pallandt ·
Van Panhuys † ·
De Pélichy † ·
De Perponcher Sedlnitsky † ·
Van Plettenberg † ·
De Plevits ·
Du Pont † ·
De Posson † ·
Prisse ·
Von Quadt † ·
Quarles ·
Von Rade † ·
Van Raders ·
De Raet † ·
Van Randwijck ·
Van Reede ·
Rengers ·
Van Rhemen † ·
Von Riedesel d'Eisenbach † ·
Röell ·
Roest van Alkemade ·
De Rosen † ·
De Roy van Zuidewijn/De Roye van Wichen † ·
Van Rijckevorsel ·
Von Saint-Remy † ·
De Salis † ·
Sandberg ·
Schimmelpenninck van der Oye ·
Thoe Schwartzenberg en Hohenlansberg ·
De Senarclens de Grancy † ·
Sirtema van Grovestins ·
Six ·
Slicher † ·
Van Slingelandt ·
Sloet ·
De Smeth ·
Snouckaert van Schauburg ·
Van Spaen † ·
Speyart van Woerden ·
Steengracht ·
Straalman † ·
Stratenus ·
Strick van Linschoten † ·
Van Styrum ·
Sweerts de Landas ·
Van Sytzama
Taets van Amerongen ·
Van Tengnagell † ·
Testa ·
De Thier † ·
Van Till · 
Tindal † ·
Des Tombe † ·
Torck † ·
Du Tour † ·
Travers † ·
De Trevey de Charmail † ·
Van Tuyll van Serooskerken ·
Van Utenhove ·
Van Verschuer ·
Verstolk ·
Van Voerst † ·
Van Voorst tot Voorst ·
De Vos van Steenwijk ·
Van Vredenburch † ·
De Warzée d'Hermalle † ·
Van Wassenaer · 
De Watteville ·
De Weichs de Wenne ·
Van Westerholt † ·
Van Westreenen van Tiellandt † ·
Van Wevelinchoven de Sittert † ·
Van Wickevoort Crommelin † ·
Von Wydenbruck ·
De Wijkerslooth · 
De Wymar † ·
Van Wijnbergen ·
Wittert ·
Van Zuylen van Nievelt † ·
Van Zuylen van Nijevelt

Geslachten die tot de adel van het Koninkrijk der Nederlanden behoren of hebben behoord. Lijst volgens opgave van de Hoge Raad van Adel. †: Geslacht uitgestorven of titel vervallen.